# Atletismo nos Jogos Pan-Americanos de 1967 - Pentatlo feminino
A prova do pentatlo feminino nos Jogos Pan-Americanos de 1967 foi realizada em Winnipeg, Canadá.

## Medalhistas
| Ouro                                | Prata                       | Bronze                     |
| Patricia Winslow USA Estados Unidos | Jennifer Meldrum CAN Canadá | Aida dos Santos BRA Brasil |

## Resultados
| Posição           | Nome              | Nacionalidade      | Pontos | Notas |
| ----------------- | ----------------- | ------------------ | ------ | ----- |
| Medalha de ouro   | Patricia Winslow  | USA Estados Unidos | 4860   |       |
| Medalha de prata  | Jennifer Meldrum  | CAN Canadá         | 4724   |       |
| Medalha de bronze | Aida dos Santos   | BRA Brasil         | 4531   |       |
| 4                 | Gisela Vidal      | VEN Venezuela      | 4385   |       |
| 5                 | Leslie Schonk     | CAN Canadá         | 4329   |       |
| 6                 | Janet Johnson     | USA Estados Unidos | 4241   |       |
| 7                 | Daisy Hechevarría | CUB Cuba           | 3995   |       |
| 8                 | Elvira Quiñones   | ECU Equador        | 3336   |       |